# Nána
Nána é um município da Eslováquia, situado no distrito de Nové Zámky, na região de Nitra. Tem 17,95 km² de área e sua população em 2018 foi estimada em 1.230 habitantes.

## Demografia
| Ano:        | 1994 | 2004   | 2014   | 2024   |
| ----------- | ---- | ------ | ------ | ------ |
| Broj ljudi: | 1138 | 1187   | 1190   | 1188   |
| Razlika:    |      | +4,30% | +0,25% | -0,16% |

| Ano:               | 2023 | 2024   |
| ------------------ | ---- | ------ |
| Número de pessoas: | 1198 | 1188   |
| Diferença:         |      | -0,83% |